# Дашко, Григорий Владимирович
Григорий Владимирович Дашко (укр. Григорій Володимирович Дашко; род. 1950) — советский и украинский спортсмен и тренер. Почётный мастер спорта СССР, Заслуженный тренер Украины.

## Биография
Родился 9 апреля 1950 года.
Жил и учился в Никополе. Дом Дашко находился рядом с Никопольским южно-трубным заводом. Родители работали на заводе: отец Владимир Епифанович — моторист, мать Клавдия Григорьевна — повар столовой.
Занимался спортом, стал первым воспитанником тренера И. Т. Дубовика, ставшим мастером спорта СССР по борьбе самбо в Никополе в спортивном клубе «Трубник» в 1973 году.
Затем стал тренером, получив звание Заслуженного тренера Украины. За свою тренерскую деятельность Григорий Дашко воспитал плеяду мастеров спорта СССР и Украины. Среди них — мастера спорта СССР: братья Бутурчуки, братья Трубины, Владимир Задорожний, Сергей Ярославцев, Василий Сайчук, Валерий Вербиненко, Мария Прокопенко; мастера спорта Украины Виктор Науменко и Андрей Науменко; а также мастер спорта международного класса по борьбе самбо и дзюдо, призер Чемпионата Мира и Кубка Европы — Сергей Балабан.
В настоящее время Григорий Дашко вместе Александром Науменко тренируют учеников детско-юношеской спортивной школы клуба «Электрометаллург». Кроме тренерской деятельности, участвует в чемпионатах Украины и мира среди ветеранов спорта. В Никополе Г. В. Дашко занесён на открывшуюся в 2013 году Доску Почета.
У Григория есть младший брат Дмитрий, который в пятом классе потерял в результате несчастного случая одну руку, но несмотря на это тоже стал борцом и выполнил норматив Мастера спорта СССР.